# Escudo de Cartagena de Indias
El Escudo de Cartagena de Indias es un emblema heráldico que constituye uno de los símbolos oficiales de dicha ciudad. El escudo actual de la ciudad fue creado el 17 de noviembre de 1811, poco después de la independencia de Cartagena, para representar la soberanía y autonomía de dicho territorio, diferenciándolo de los símbolos que le habían sido conferidos por la corona española.

## Blasonado
"Una india sentada a la sombra de una palma de coco, con su carcaj a la espalda, en la mano izquierda una cadena partida, en la mano derecha una granada abierta de la cual come un turpial. Al fondo se nota el Cerro de la Popa."

## Historia
El primer escudo de Cartagena de Indias le fue conferido a la ciudad por real cédula dada el 23 de diciembre de 1574, emitida por Felipe II de España. Estaba conformado por "dos leones rojos y levantados, que tengan una cruz en el medio, asida con las manos y tan alta como los leones, hasta arriba, en campo dorado, y encima de la cruz, una corona entre las cabezas de dichos leones, con su timbre y follajes".
El anterior escudo se mantuvo vigente hasta que Cartagena y su provincia se proclamó independiente en 1811, cuando las autoridades decidieron crear un nuevo escudo, que representara los ideales de libertad e independencia de la recién independizada ciudad. El 11 de noviembre de dicho año se estableció un escudo formado por "una granada, tres cangrejos y
otros símbolos, alusivos todos a la independencia y confraternidad americana. Recordaba el emblema de la granada al Virreinato de la Nueva Granada, del que había formado parte del nuevo Estado. Los tres crustáceos rememoraban el nombre indígena calamarí, que había tenido Cartagena antes de la conquista y que en la lengua machanae significa cangrejo".
Fue seis días después, el 17 de noviembre, cuando las autoridades adoptaron el escudo actual como símbolo oficial.
Durante la Patria Boba Cartagena buscó mantener su economía a flote, lo que la obligó a emitir monedas de cobre en reemplazo del tradicional sistema de oro y plata. En dichas monedas se plasmó una de las primeras representaciones gráficas del recién adoptado escudo.
El escudo de Cartagena fue abandonado desde la Reconquista española hasta 1819, fecha en que se dio la independencia absoluta de Colombia. Desde entonces el escudo se ha utilizado como símbolo oficial de la ciudad.